# Stotnik Amerika: Pogumni novi svet
Stotnik Amerika: Pogumni novi svet je ameriški superjunaški film iz leta 2025, ki temelji na istoimenskem liku iz Marvelovih stripov. Film je režiral Julius Onah po scenariju, ki so ga napisali Rob Edwards, Malcolm Spellman, Dalan Musson ter Onah in Peter Glanza. V filmu igrajo Anthony Mackie, Danny Ramirez, Shira Haas, Carl Lumbly, Xosha Roquemore, Giancarlo Esposito, Liv Tyler, Tim Blake Nelson in Harrison Ford. V filmu Sam Wilson (ki je novi Stotnik Amerika) preiskuje zaroto, v katero je vpleten ameriški predsednik Thaddeus Ross. 
Stotnik Amerika: Državljanska vojna (2016) je končal trilogijo Stotnik Amerika, v kateri je igral Chris Evans kot Steve Rogers, Wilson pa postane novi Stotnik Amerika v filmu The Falcon and the Winter Soldier. Spellman in Musson sta do aprila 2021 naredila načrte za nov film o Stotniku Ameriki, Mackie pa se je igralski zasebi pridružil avgusta. Onah se je pridružil julija 2022, ko je bil objavljen naslov Stotnik Amerika: Novi svetovni red. Dodatni igralci so se pridružili kasneje istega leta. Nelson in Tyler sta se vrnila iz  filma Neverjetni Hulk (2008), medtem ko je Ford zamenjal Williama Hurta v vlogi Rossa po Hurtovi smrti marca 2022; Ross v filmu postane Rdeči Hulk z veliko močjo. Snemanje je potekalo od marca do junija 2023 v studiu Trilith v Atlanti, Georgia, dodatni prizori pa so bili posneti tudi v Washingtonu, D.C.. Naslov filma je bil med snemanjem spremenjen v Pogumni novi svet. Matthew Orton se je projektu pridružil decembra 2023, da bi pomagal pri snemanju dodatnih prizorov, ki so potekala med majem in novembrom 2024. Sodelovanje Edwardsa in Glanza je bilo objavljeno decembra.
Stotnik Amerika: Pogumni novi svet je bil premierno predvajan 11. februarja 2025 v kitajskem gledališču TCL v Hollywoodu v Los Angelesu, v Združenih državah pa je bil izdan 14. februarja kot del pete faze MCU. Po vsem svetu je zaslužil 388,5 milijona dolarjev in tako postal tretji najbolj dobičkonosni film leta 2025. Film je prejel mešane ocene kritikov, pri čemer so kritiki kritizirali zgodbo filma, povezave z drugimi projekti MCU in vizualne prizore. Mackiev in Fordev nastop pa so kritiki pohvalili.

## Vsebina
Pet mesecev po tem, ko je Thaddeus Ross izvoljen za predsednika Združenih držav, Ross pošlje Sama Wilsona in Joaquina Torresa – novega Stotnika Ameriko oziroma Falcona – v Oaxaco v Mehiki, da ustavita nezakonito prodajo zaupnih predmetov, ki sta jih ukradla Sidewinder in njegova skupina plačancev Serpent. Wilson in Torres vrneta predmete, vendar Sidewinder pobegne. Torres je navdušen, da bo prevzel Wilsonov nekdanji plašč Falcona, toda Wilson okleva, ali bi Torresa vključil v nevarne misije, ker par nima supermoči kot nekdanji stotnik Amerika, Steve Rogers. Po končani misiji se Wilson in Torres usposabljata pri Isaiahu Bradleyju, supervojaku, ki ga je ameriška vlada zaprla in na njem izvajala razne eksperimente.
Kmalu Ross povabi Wilsona in Torresa na srečanje s svetovnimi voditelji v Beli hiši, Wilson pa povabilo sprejme pod pogojem, da je povabljen tudi Bradley. Ross prosi Wilsona, naj mu pomaga obnoviti Maščevalce. Med sestankom Ross pojasnjuje, da so na "nebeškem otoku" odkrili novo kovino, adamantij, ki je nastal, ko se je nebesni tiamut pojavil v Indijskem oceanu. Najdeni predmeti so bili prvi prečiščeni vzorci kovine in so bili ukradeni iz japonskih rudnikov. Da bi se izognil oboroževalni tekmi, Ross predlaga pogodbo, ki bi urejala rudarjenje in prodajo adamancija. Medtem ko govori o tem, se predvaja pesem "Mr. Blue" in povzroči, da več moških, vključno z Bradleyjem, začne streljati na Rossa in druge pomembne osebe. Ko jih aretira Rossova nekdanja črna vdova Ruth Bat-Seraph, možje odnehajo in zanikajo, da bi vedeli za napad.
Med preiskavo Wilson prispe v zasedo Sidewinderja in ga ujame. Torres izsledi klic na Sidewinderjevem telefonu do baze v Zahodni Virginiji, imenovane Camp Echo One. Ross poskuša rešiti situacijo, vendar ga japonska vlada krivi za krajo njihovega adamantiuma in posledični napad na Belo hišo. Ross ugotovi, da je glavni krivec za temi dogodki dr. Samuel Sterns, ki je pridobil napredno inteligenco, potem ko je bil izpostavljen krvi Brucea Bannerja / Hulka med dogodki po Harlemu. Ross zapre Sternsa v kampu Echo One, ga javno obtoži nezakonitih dejanj in obljubil, da ga bo izpustil, če mu bo Sterns pomagal pri predsedniškem položaju. Wilson in Torres najdeta Sternsa in spoznata, kako uporablja tehnologijo in pesem "Mr. Blue" za nadzor umov. Pobegne, medtem ko se borita z vojaki, ki jih nadzoruje um. 
Nato Ross pošlje Bat-Seraph, da zaščiti kamp Echo One, kjer najde Wilsona in Torresa ter jim pri tem pomaga. Trojica se sreča z Wilsonovim vojaškim prijateljem Dennisom Dunphyjem, ki je zaprl Sidewinderja v pripor. Wilson od Sidewinderja izve dovolj, da izpelje Sternsov načrt za uničenje Rossovega ugleda. Wilson, Torres in Bat-Seraph se zatem odpravita na Celestial Island, kjer se Ross in predsednik japonske vlade dogovarjata o lastništvu nad adamantiumom. Sterns prevzame nadzor nad umi dveh ameriških pilotov in ju prisili, da napadeta japonsko floto. Wilson in Torres prestrežeta letala in prepričata Japonce, naj se umaknejo. Torres je v boju hudo poškodovan. Kmalu Ross razkrije Wilsonu, da umira zaradi srčnega popuščanja in da je zato naročil Sternsu razviti tablete, ki so mu podaljšale življenje; Ross Sternsa ni hotel izpustiti iz strahu, da ne bo več izdeloval tablet, kar je razjezilo Sternsa, zaradi česar se je ta odločil maščevati Rossu.
Wilsona potolaži njegov prijatelj Bucky Barnes. Sterns ubije Dunphyja, ki je izvedel, da so tablete Rossovemu telesu dodale sevanje gama, in se preda Wilsonu. Sternsova aretacija in povezava z Rossom sta javno razkriti, ko je slednji na tiskovni konferenci. Zatem Ross izgubi nadzor nad čustvi in se spremeni v rdečega Hulka, ki uniči nato opustoši večji del Bele hiše. V spopadu, da bi ga ustavil, Wilson Rossa tako poškoduje, da ga je mogoče nadzorovati, in spomni Rossa na obiske češnjevih dreves v Washingtonu, D.C., z njegovo hčerko Betty. Ross se zatem povrne v normalno stanje. Po incidentu je Bradley oproščen, Wilson povabi okrevajočega Torresa, da se pridruži Maščevalcem, in pogodba je sprejeta. Zatem Ross odstopi s predseniškega položaja in se sam zapre v Raft, kjer ga obiščeta Wilson in Betty.  V prizoru po koncu filma zaprti Sterns opozori Wilsona na prihajajoči napad iz drugih svetov.

## Vloge
- Anthony Mackie - Sam Wilson/Stotnik Amerika

- Danny Ramirez - Joaquin Torres / Falcon

- Shira Haas - Ruth Bat-Seraph

- Carl Lumbly - Isaiah Bradley

- Xosha Roquemore - Leila Taylor

- Giancarlo Esposito - Seth Voelker / Sidewinder

- Liv Tyler - Betty Ross

- Tim Blake Nelson - Samuel Sterns

- Harrison Ford - Predsednik Thaddeus Ross/Rdeči Hulk